# Homosexualität in Sri Lanka

Geografische Lage von Sri Lanka

Homosexualität wird in Sri Lanka gesellschaftlich eher toleriert, ist jedoch nach Artikel 365A der Verfassung illegal, obwohl keine Strafverfolgung stattfindet.

## Legalität
Der Artikel 365A der Verfassung verbietet im Allgemeinen „grobe Unanständigkeiten“, ohne Bezug auf das Geschlecht zu nehmen. Somit gilt er sowohl für homosexuelle als auch für heterosexuelle Handlungen. Der Artikel 365A kommt de facto nicht zum Einsatz und die Homosexualität wird somit nicht geahndet.
Während im Januar 2017 Mitglieder der sri-lankischen Regierung die Legalisierung der Homosexualität ablehnten, berichtete der stellvertretende Generalstaatsanwalt Nerin Pulle im November 2017, dass die Regierung homosexuelle Aktivität entkriminalisieren werde.

## Gesellschaftliche Situation
Homosexualität wird von den beiden dominanten Religionen, dem Hinduismus und dem Buddhismus, nicht verurteilt und von ersterer sogar unterstützt. Andere sexuelle Ausrichtungen werden toleriert, sind aber nicht alltäglich in der Öffentlichkeit.